# Sadjarstvo
Sadjarstvo je gospodarska dejavnost, ki se ukvarja z gojenjem  sadnega drevja in pridelovanjem sadja.
Za poimenovanje sadjarstva se uporablja tudi izraz pomologija, ki pa ima tudi širši pomen, in sicer označuje vedo o sadnih vrstah, sadjarstvu in sadju.